# Bni Smir
Bni Smir  (in arabo بني سمير‎?) è un centro abitato e comune rurale del Marocco situato nella provincia di Khouribga, regione di Béni Mellal-Khénifra. Conta una popolazione di 6 241 abitanti (censimento 2014).